# تاريخ مقدونيا المعاصرة
في القرن التاسع عشر، بدأت النهضة الوطنية في البلقان؛ تأجج التناحر الوطني والديني، وتفاقم النزاع نتيجة سياسة العثمانيين في تحريض فريق على الآخر. في هذه الأثناء، فقدت الإمبراطورية العثمانية سيطرتها على الأقسام الأساسية من اليونان، وصربيا، وبلغاريا، اللاتي طالبت كل منها بمقدونيا لأسباب تاريخية أو إثنية.
في معاهدة سان ستيفانو (عام 1878)، التي وضعت نهاية للحرب الروسية العثمانية (في عامي 1877 و1878)، مُنحت بلغاريا حصة الأسد من مقدونيا. ومع ذلك، فقد ألغت القوى الأوروبية الاتفاقية في العام نفسه (إنظر مؤتمر برلين)، وبقيت مقدونيا تحت الحكم العثماني المباشر.
بعد الحرب العثمانية اليونانية في عام 1897، التي ثبت أنها كانت كارثية بالنسبة لليونان، بدأت القومية البلغارية بالتمكن في مقدونيا. بالتالي، حدثت انتفاضة مقدونية في يوم عيد النبي إيليا (20 يوليو) من عام 1903، عُرفت باسم انتفاضة إيليندن، وسُرعان ما كبحها الجيش العثماني.

## الكفاح اليوناني من أجل مقدونيا
على كل حال، أوضحت الانتفاضة إمكانية خسارة مقدونيا إلى الأبد، ما حفّز حالة تعبئة عامة من جانب اليونانيين. لذا بدأ الكفاح اليوناني المسلح من أجل مقدونيا في عام 1904، واستمر إلى عام 1908. في هذه الفترة، تدفقت وحدات مؤلفة من متطوعين من الدولة اليونانية الحرة وكريت ومناطق أخرى إلى منطقة مقدونيا تضامنًا مع الماكيدونوماخي (المقاتلين المقدونيين) المحليين. واجهوا سويةً القوات البلغارية في محاولة لتأكيد الهيمنة على الأجزاء الوسطى والجنوبية من مقدونيا.

## حروب البلقان

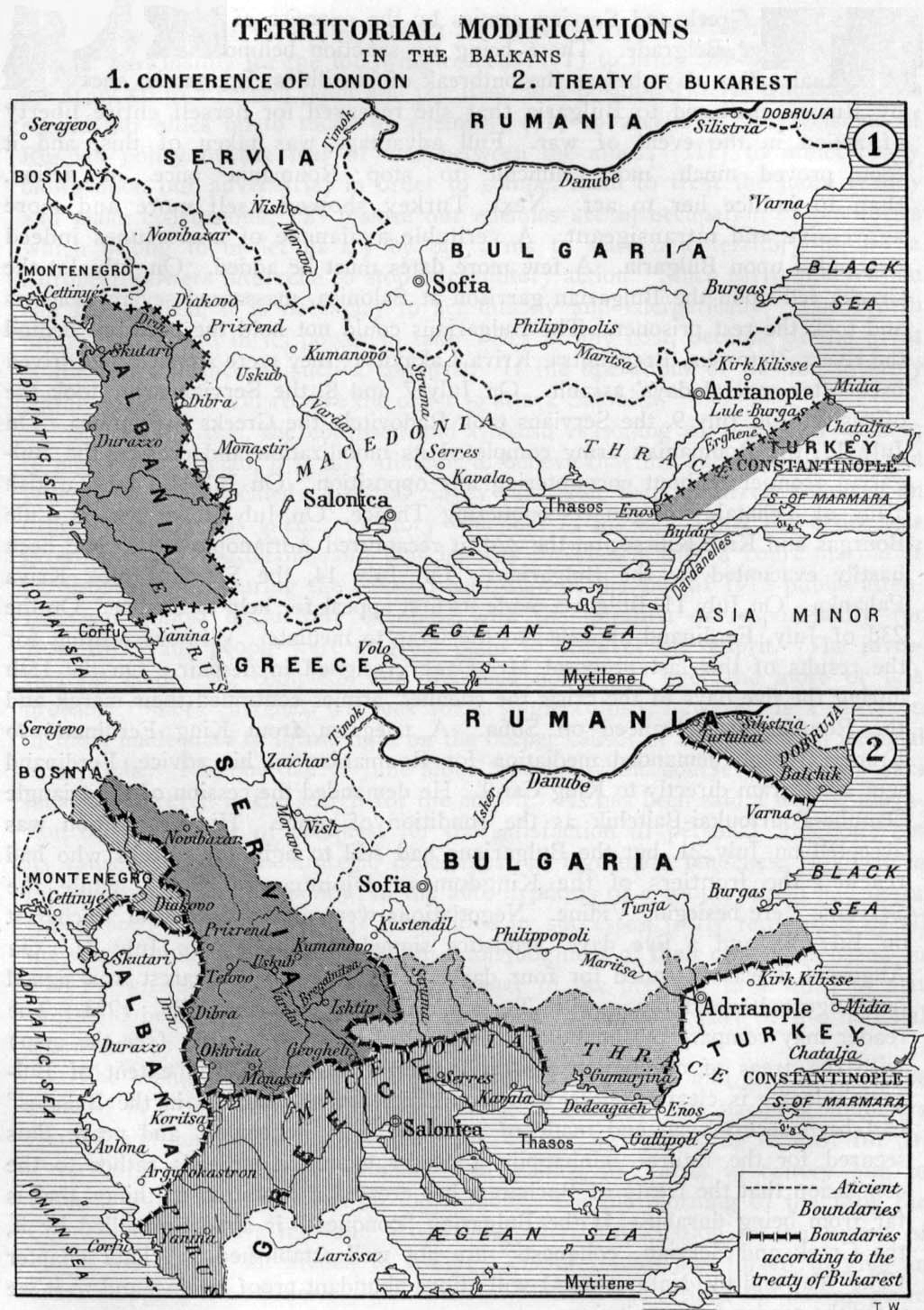
حدود حروب البلقان

أنهت حروب البلقان (الأولى والثانية)، الواقعة في عامي 1912 و1913، خمسة قرون من السيطرة العثمانية على مقدونيا.

### حرب البلقان الأولى
ما زالت الخصومات بين الدول المسيحية (صربيا، والجبل الأسود، واليونان وبلغاريا) قائمة، وعقب النهاية الناجحة لحرب البلقان الأولى، عادت هذه الخصومات إلى الظهور، خصيصًا حول قسمة مقدونيا. اختلف الحلفاء (انظر: عصبة البلقان) في معاهدة لندن (1913) حول تقسيم مقدونيا.

### حرب البلقان الثانية
انقلبت اليونان وصربيا ضد بلغاريا في حرب البلقان الثانية، وتركت معاهدة بوخارست (1913) لبلغاريا حصة صغيرة من مقدونيا فقط، وقُسمت بقيتها تقريبًا وفق الحدود الحالية.
في عام 1913، عقب معاهدة بوخارست، قُسمت المنطقة بين اليونان، التي كانت حصتها مقدونيا اليونانية (وتتألف من ولايتي سالونيك ومناستر)؛ وصربيا، آخذةً فاردار مقدونيا (جمهورية مقدونيا الحالية)؛ ومناطق كوسوفو العثمانية التي كانت جزءًا من منطقة مقدونيا، وأصبحت اليوم جنوب كوسوفو. حازت بلغاريا على ما أصبح اليوم مقاطعة بلاغويفغراد في ولاية سالونيك. تبع هذا تنقلات سكانية شاملة. فر الآلاف من البلغاريين المقدونيين إلى بلغاريا.

## الحرب العالمية الأولى والانشقاق الوطني
كان فينيزيلوس مناصرًا للحلفاء وأراد من اليونان أن تشارك في الحرب إلى جانبهم، بينما أراد الملك الموالي للألمان أن تبقى اليونان محايدة، الأمر الذي من شأنه أن يكون في صالح خطط الحلفاء. كان للخلاف آثار أوسع من ذلك، بما أنه سيمسّ أيضًا شخصية الملك ودوره في الدولة. نتج عن عزل الملك غير الدستوري لفينزيليوس صدعًا شخصيًا عميقًا بين الإثنين وانقسم أتباعهما في أحداث لاحقة إلى مخيمين سياسيين متعارضين جذريًا يؤثران على المجتمع اليوناني الأشمل.
مع إرساء قوات الحلفاء في سالونيك بموافقة من فينزيليوس وتنازل الملك غير المشروط عن أحد الحصون العسكرية في مقدونيا لصالح القوات الألمانية البلغارية، بدأ الخلاف بين الرجُلين يأخذ منحى الحرب الأهلية. في أغسطس من عام 1916، أنشأ أتباع فينزيليوس دولة مؤقتة في شمال اليونان بدعم من الحلفاء في نية استعادة المناطق المفقودة من مقدونيا، ما قسم اليونان فعليًا إلى كيانين.
بعد مفاوضات دبلوماسية عنيفة ومواجهة مسلحة في أثينا بين الحلفاء والقوات الملكية (حادثة تُعرف باسم نومفريانا)، تنازل الملك عن العرش وحل ابنه الثاني ألكسندر مكانه. عاد فينزيليوس إلى أثينا في يوم 29 مايو من عام 1917، وأصبحت اليونان موحدة، وشاركت في الحرب رسميًا إلى جانب الحلفاء، لتخرج منتصرة وتكسب أرضًا جديدة إثر معاهدة سيفر.

## معاهدة لوزان
أنهت معاهدة لوزان (1923) سياسة «الفكرة العظمى» اليونانية التقليدية. مكن هذا الأمر الحكومات اليونانية في سنوات ما بين الحربين من تحويل اهتمامها إلى شؤون البلاد المحلية وبناء الدولة اليونانية المعاصرة. أدت التبادلات السكانية بين اليونان، وتركيا، وبلغاريا بعد العام 1923 إلى استبدال معظم العناصر السلافية والتركية في مقدونيا باللاجئين اليونانيين من الأناضول.
شهدت مقدونيا تحولًا ديموغرافيًا جذريًا بوصول اللاجئين اليونانيين؛ كان مقدرًا أن اليونانيين الذين شكلوا 43% من سكان مقدونيا في العام 1913، أصبحوا يشكلون 89% منهم في العام 1928.
بقيت العلاقات البلغارية بيوغسلافيا (كانت مملكة يوغسلافيا قبل عام 1929) متوترة بصدد قضية مقدونيا. كانت الحوادث الحدودية متكررة، كما كانت اتهامات يوغسلافيا لبلغاريا برعاية المنظمة الثورية المقدونية الداخلية (إي إم آر أو)، وهي مجموعة من القوميين الذين استخدموا العنف في يوغسلافيا. بلغت العداوة المقدونية للحكم الصربي ذروتها في اغتيال ملك يوغسلافيا ألكسندر على يد قومي مقدوني في مارسيليا عام 1934.

## الحرب العالمية الثانية
في الحرب العالمية الثانية، احتلت بلغاريا، التي اتخذت جانب دول المحور، تراقيا وشرق مقدونيا بين عامي 1941 و1944. حافظت الحكومة البلغارية على نهج من الهدوء العسكري حتى يوم 20 أبريل من العام 1941، وقتما سحق الجنود الألمان اليونان ويوغسلافيا. في أبريل من عام 1941، دخل الجيش البلغاري منطقة بحر إيجة، آملًا تحصيل منفذ على بحر إيجة في تراقيا وشرق مقدونيا، واحتل المنطقة الواقعة بين نهر ستروما والخط الفاصل المار بين أليكساندروبولي وسفيلنغراد غرب ماريتسا ومدن أليكساندروبولي، وكوموتيني، وسيرس، وكسانثي، وذراما، وكافالا، وثاسوس، وسمدرك.
كان ما يُدعى «الفيلق الروماني» منظمة تعاونية تتألف من بعض الفلاتش الداعمين لجيش الاحتلال الإيطالي بين عامي 1941 و1943 في ثيساليا، وسلسلة جبال بيندوس وجزء من إبيروس. كانت جبهة التحرير الوطنية المقدونية السلافية أو إس إن أو إف قوة أساسيا في مقدونيا اليونانية.
أعادت اتفاقية وقف النار البلغارية في عام 1944 حدود ما قبل الحرب، وأُكد عليها في معاهدة السلام لعام 1947. أعلن دستور يوغسلافيا الذي أُقر عام 1946 مقدونيا اليوغسلافيا وحدة ذات حكم ذاتي وولاية اتحادية تحت اسم جمهورية مقدونيا الاشتراكية. اعتُرف بالشعب السلافي الجنوبي الذي شكل غالبية سكان الولاية الاتحادية الجديدة كجنسية منفصلة، وحملوا اسم المقدونيين (مجموعة إثنية). لم يُمنح الاعتراف القومي الذي طال الكفاح لأجله إلا من قبل يوغسلافيا، واحدة من الدول الأربعة مالكة الأراضي في منطقة مقدونيا الجغرافية. في الأعوام اللاحقة، منحت ألبانيا الأقلية الإثنية المقدونية حق الحرية، بينما أنكرت اليونان وبلغاريا، اللتين اعتبرتا فعل يوغسلافيا مريبًا ومحاولة لتوطيد النفوذ اليوغسلافي في منطقة مقدونيا، أيّ حقوق على أقلياتهما الناطقة بالسلافية اللتي ارتبطت بمقدونيا اليوغسلافية، وبالتالي، تركتاها تحت عملية إدغام ثقيلة. ما زال النضال من أجل حقوق الإنسان والحرية للشعب الإثني المقدوني مستمرة.